# Guiengola
Guiengola est un site archéologique zapotèque situé à 14 km au nord de Tehuantepec, et à 243 km au sud-est de la ville d'Oaxaca sur la route fédérale 190. Les ruines visibles sont situées entre une colline et une rivière, chacune porte le nom de Guiengola. Le nom signifie « grande pierre » dans la variante locale de la langue zapotèque. Deux tombes principales  ont été fouillées, et toutes deux semblent être des sites d'inhumation familiaux. Les deux ont des chambres avant destinées aux idoles religieuses, tandis que les chambres arrière sont destinées à l'enterrement des personnes importantes. Le site comprend également des murs fortifiés, des maisons, des terrains de jeu de balle, d'autres tombes et un très grand « palais » avec des vestiges d'étangs artificiels et de terrasses. Au centre du site se trouvent deux places, l'une plus basse que l'autre, et deux pyramides, une à l'est et une à l'ouest.

## Géographie et environnement
La civilisation zapotèque est apparue dans la vallée d'Oaxaca à la fin du VIe siècle avant J.-C. Les trois branches de la vallée étaient divisées entre 3 sociétés de tailles différentes, séparées par un « no man's land » de 80 km² dans la vallée centrale. Les preuves archéologiques de cette période, telles que les temples incendiés et les captifs sacrifiés, suggèrent que les trois sociétés étaient en compétition d'une certaine manière.
La vallée d'Oaxaca, berceau de la civilisation zapotèque, est une large vallée située dans la partie nord-est de l'État d'Oaxaca, à environ 200 km au sud de Mexico. La vallée est entourée de montagnes : la Sierra Madre Oriental au nord et les montagnes de Tlacolula au sud-est. L'environnement de la région est propice à l'agriculture, notamment à la culture du maïs, ce qui en fait un endroit recherché pour un établissement humain. Le fond de la vallée est principalement plat et comporte de vastes étendues de terres arables. À l'époque de l'émergence de la civilisation zapotèque, le sol de la vallée n'avait pas subi d'érosion, puisque la forêt de chênes et de pins entourant la vallée était intacte. Le climat tempéré est idéal pour la culture du maïs et permet de récolter plusieurs fois par an. Les gelées sont rares, contrairement à des altitudes plus élevées dans la région. Le potentiel agricole élevé de la vallée d'Oaxaca a certainement contribué à faire de cette zone le lieu d'implantation des premières sociétés complexes de la vallée.
Guiengola a été bâtie au 15e siècle par les Zapotèques, probablement pour servir de forteresse contre les invasions ennemies, notamment des Aztèques voisins.

## Archéologie
Les recherches archéologiques ont fourni des preuves claires que Guiengola était un établissement permanent avec beaucoup plus de complexité que ce que donnent les descriptions ethnohistoriques. Les documents coloniaux ne décrivent Guiengola que comme une forteresse, mais des projets archéologiques antérieurs ont révélé des zones publiques, cérémonielles et résidentielles. Il convient de mentionner celles réalisées par Edward Seler, Peterson et MacDougall, et Fernandez Davila. Ces projets ont apporté de précieuses contributions à la compréhension du site, notamment avec la documentation d'un quartier cérémoniel composé des deux plus grands temples de la colonie ; cependant, sans accès aux outils modernes de télédétection, les projets précédents n'ont pas pu capturer l'étendue complète du site. Guiengola est situé sur un plateau difficile d'accès couvert par une forêt sèche subtropicale de feuillus, ce qui rend son étude difficile sur le plan logistique. De plus, la canopée rend presque impossible l’identification de l’architecture à l’aide de photographies aériennes. Les recherches menées par Ramón Celis avec un scanner lidar aéroporté et des études archéologiques entre 2018 et 2023 ont montré que cette colonie était une ville fortifiée de 360 hectares et de plus de 1 000 structures comprenant un système de fortifications, un réseau routier interne et une ville organisée hiérarchiquement.

## Toponymie
Guiengola est un mot zapotèque de l'isthme qui signifie « Piedra Grande » (Grande Pierre), de « guie », pierre et « ngola », grande ou vieille. Le site est également connu sous le nom de Danyroó ou Grande ou Vieille Colline.

## Site archéologique

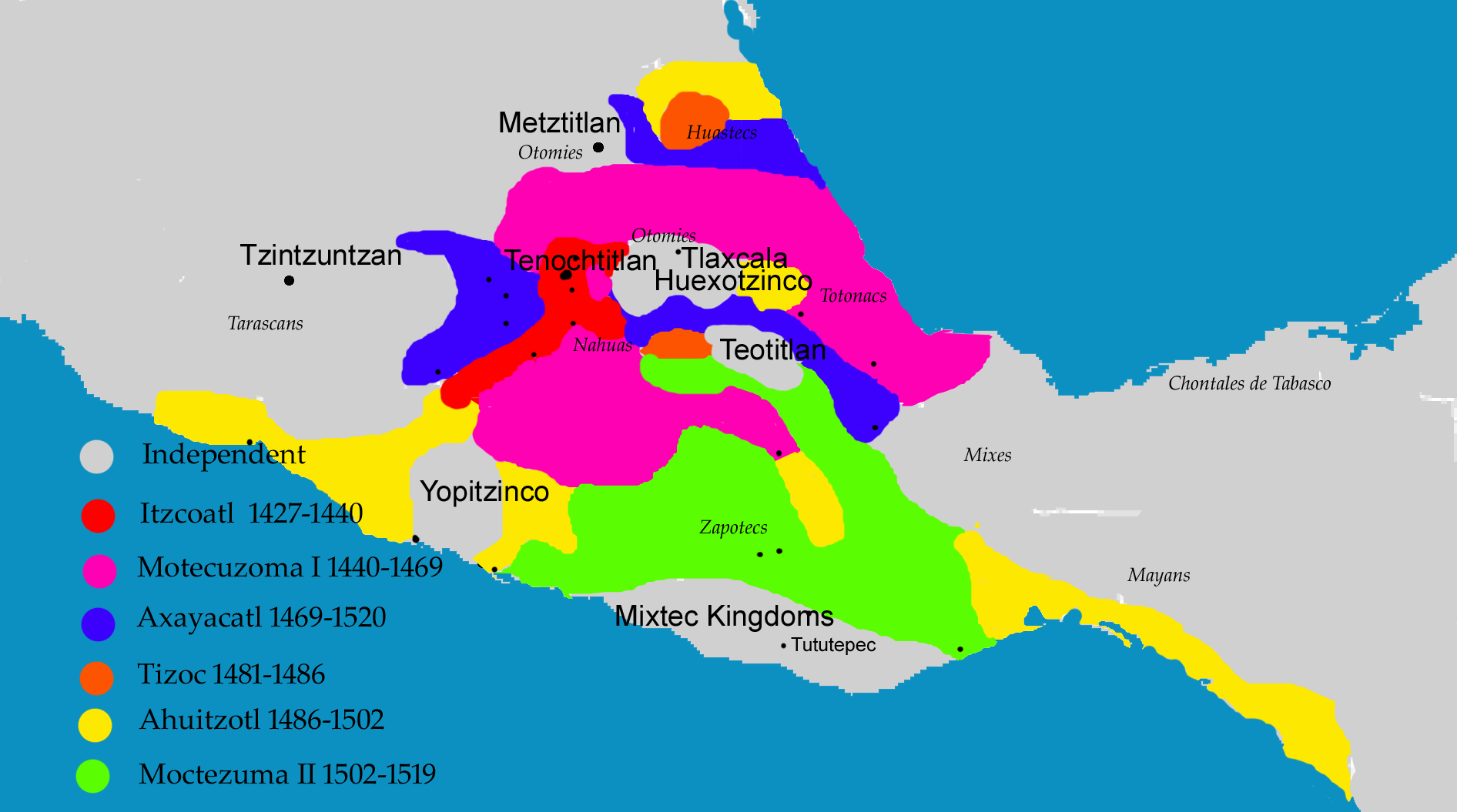
Carte montrant l'expansion de l'empire aztèque montrant les zones conquises par les dirigeants aztèques. Les conquêtes d'Ahuitzotl sont indiquées en jaune.

De par son emplacement, sa forme et son système de construction, on pense que Guiengola était un site fortifié où les Zapotèques gardaient et se défendaient contre les attaques de groupes hostiles. Il est également probable qu'il s'agissait d'un centre administratif de l'isthme zapotèque.
La ville a été construite pendant la période mésoaméricaine post-classique (1350-1521). Le site était un bastion zapotèque contre les Aztèques, qui ne l'ont jamais conquis.
Apparemment, les Mexicas de Tenochtitlan cherchaient à obtenir des tributs ainsi que le contrôle et le libre accès aux routes commerciales de Soconusco et du Guatemala.
L'empereur de la région à l'époque se nommait Cocijoeza, qui la défendit avec succès contre Ahuizotl, mettant fin aux hostilités en épousant l'une des filles d'Ahuizotl.
Cocijoeza et ses alliés, les Mixtèques, résistèrent aux attaques sous la direction des Ahuizotl (1486-1502) Aztèques Tlatoani.
Bien que le site ait été abandonné par les Zapotèques lors de la conquête espagnole, ces derniers ne l'ont jamais occupé, laissant les ruines telles qu'elles étaient.

### Structures
Guiengola est formé d'un centre cérémoniel sur une surface plane de 150 x 200 m construite artificiellement entre deux collines rocheuses. L'accès original se faisait par le nord à travers une vallée étroite. Seler  décrit la ville comme une forteresse. La surface plane est irrégulière avec trois bâtiments : la pyramide ouest, la pyramide est et un terrain de jeu de balle au sud et une structure résidentielle, de type palais.
Le noyau central comporte deux places en contrebas, l'une plus haute que l'autre.
Toutes les structures ont été construites avec de petites dalles de pierre de la région, jointoyées avec du mortier et finies avec du stuc.

### Pyramide de l'Est

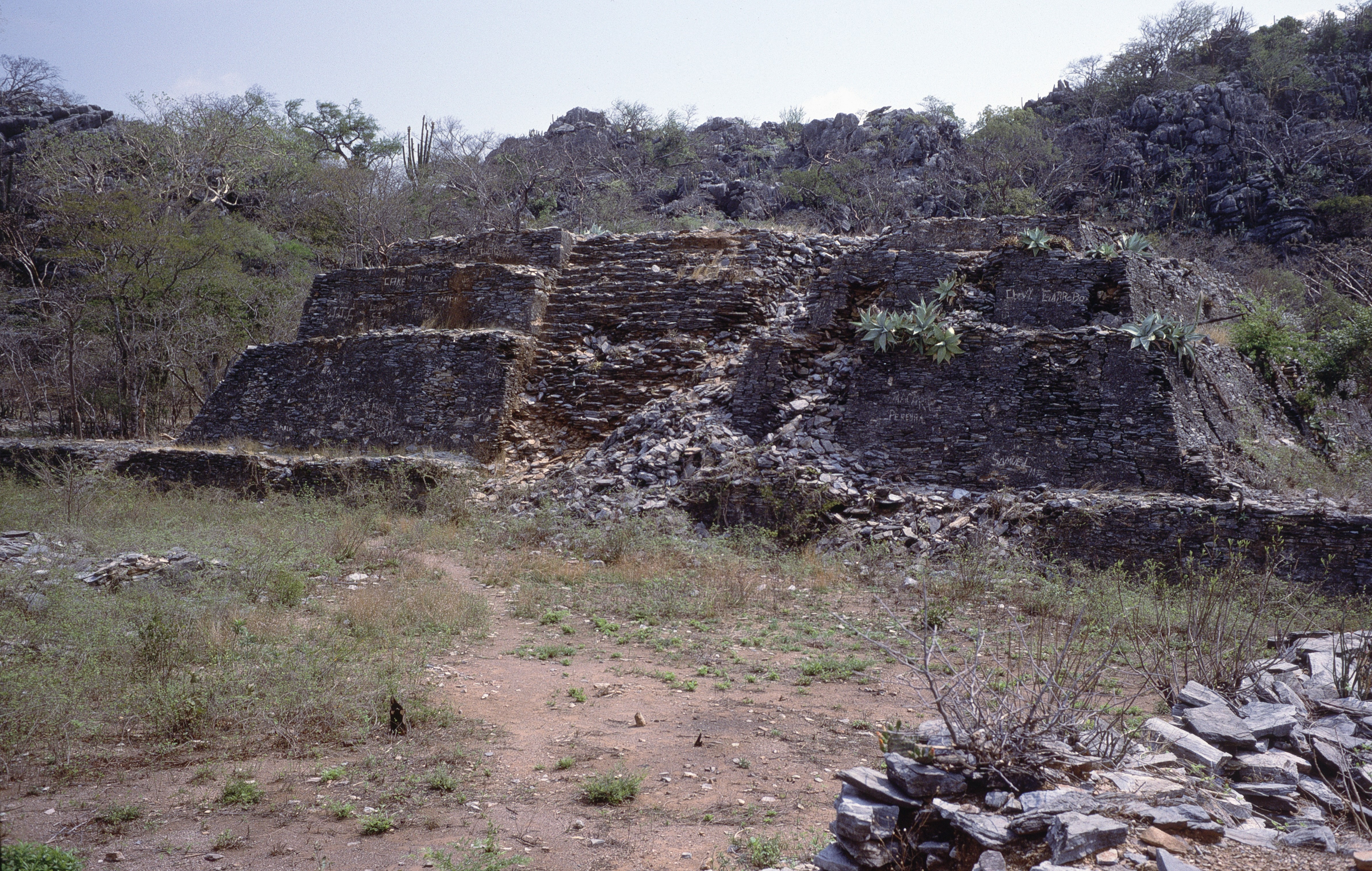
Pyramide de l'Est

La pyramide orientale est clairement la structure la plus importante : légèrement en retrait avec des dimensions intérieures de 30 × 40 m, construite sur une pyramide plus ancienne. Le périmètre de la place est formé par un mur de 2 mètres de large et 60 cm de haut. Il dispose d'un large escalier vers l'ouest. De grands et de petits escaliers descendent du mur à plusieurs endroits, du sol peut se trouver la pyramide. La pyramide orientale se compose de trois corps et, sur le côté ouest, elle possède un escalier de 8 mètres qui mène au sommet ; l'escalier est encastré dans le bâtiment. Il y a également deux escaliers étroits des deux côtés. Le sanctuaire actuel pourrait avoir été une construction sur la pyramide près de son mur oriental, dont toute la surface était recouverte de stuc.
Les pyramides étaient probablement des temples où les prêtres célébraient des rites et des cérémonies en l'honneur de leurs divinités ; les autels étaient des lieux où étaient déposées des offrandes et les places où les gens se rassemblaient.

### Pyramide occidentale

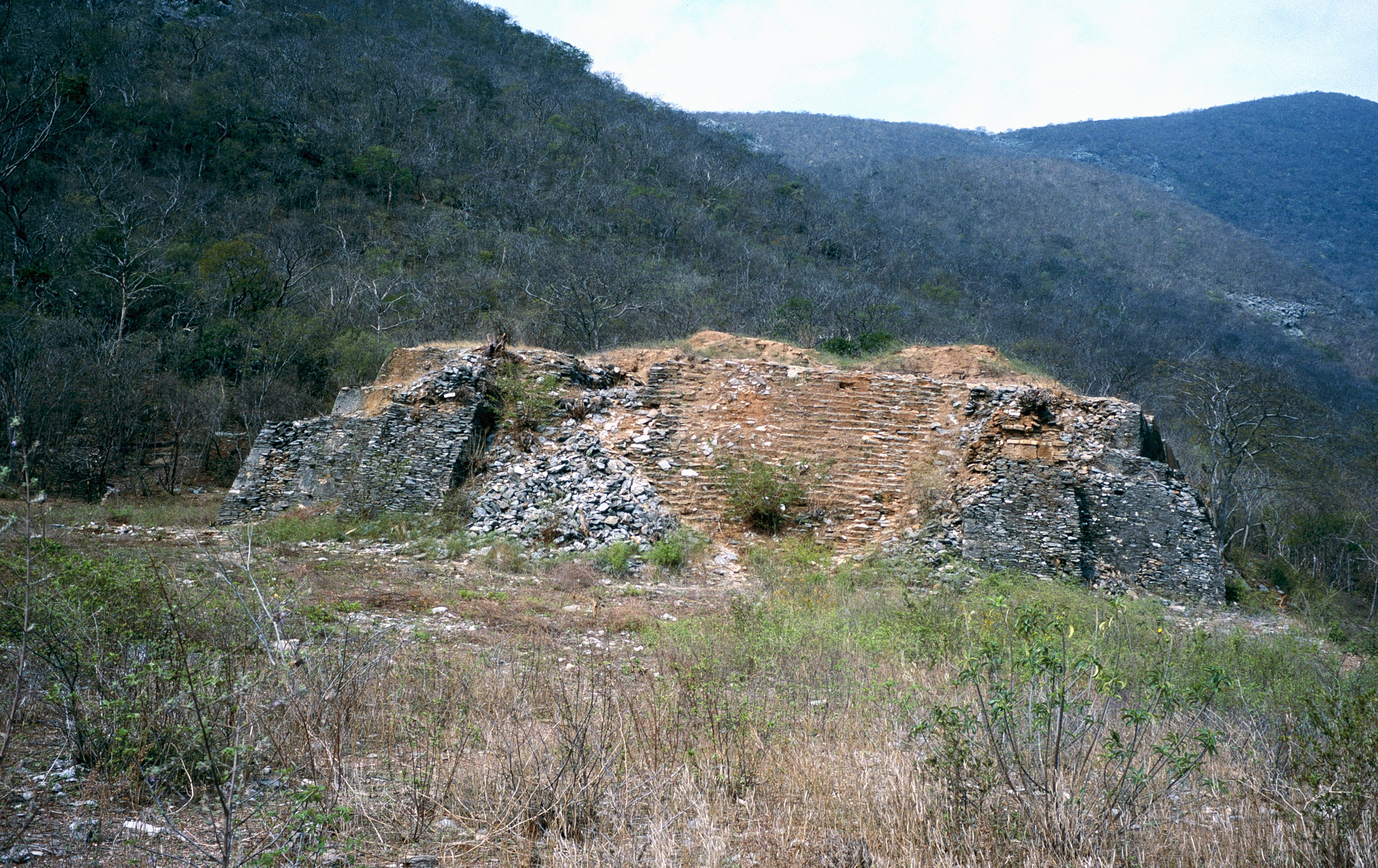
Pyramide occidentale

La pyramide occidentale est composée de trois corps et à l'ouest se trouve un escalier en retrait de 8 mètres menant au sommet, au niveau supérieur se trouvent les vestiges d'un bâtiment en adobe, derrière se trouvent d'autres pièces, mesurant chacune près de 13 mètres.
Elle fait face à la place en contrebas et possède au milieu un autel rond.

### Le Palais

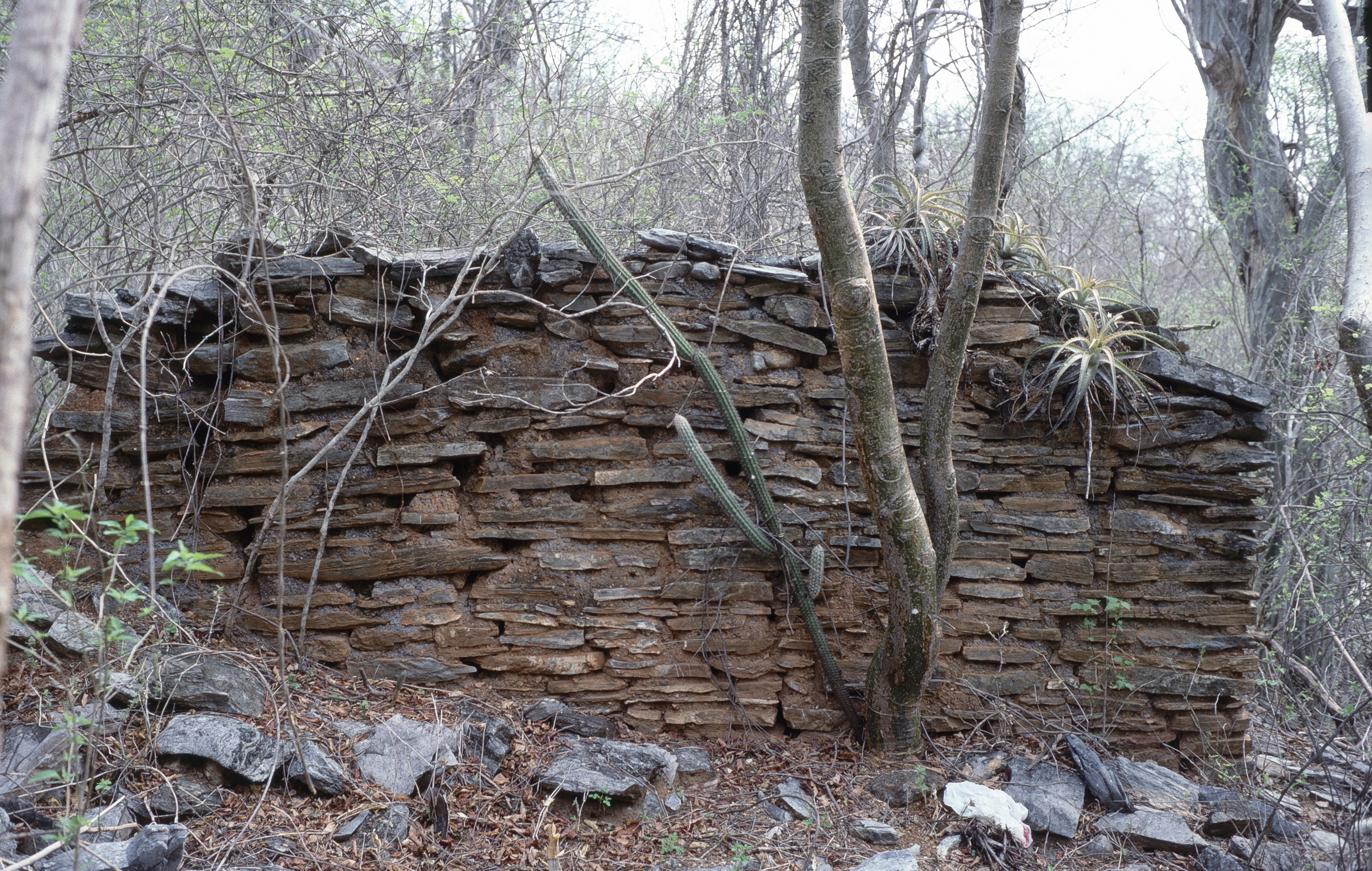
Murs près de la zone du Palais

Le palais ou complexe résidentiel se trouve sur le côté est. Sur plusieurs terrasses en pente, des pièces ont été construites, certaines avec des colonnes circulaires. Il y a des patios avec des escaliers pour communiquer entre eux. Il contient un belvédère de forme ronde construit sur un rocher naturel d'où l'on peut voir un grand territoire de l'isthme.
Il est situé à seulement 200 mètres au sud-est du centre cérémoniel et était probablement la résidence du souverain Cocijoeza. Il était composé de 64 pièces et autres structures construites sur une superficie de 11 000 m2, fortement protégé par le terrain rocheux et disposées de manière irrégulière. Le seul accès se fait par le sud ; il y a de nombreux escaliers, grands et petits, nécessaires en raison des nombreuses différences d'altitude. Un petit patio irrégulier (patio 11), situé au centre du complexe et dont l'accès était limité (par un escalier étroit au sud), est considéré comme la véritable zone résidentielle. C'est un temple avec trois espaces différenciés consécutifs avec des portes typiques rondes à deux colonnes.

### Terrain de jeu de balle

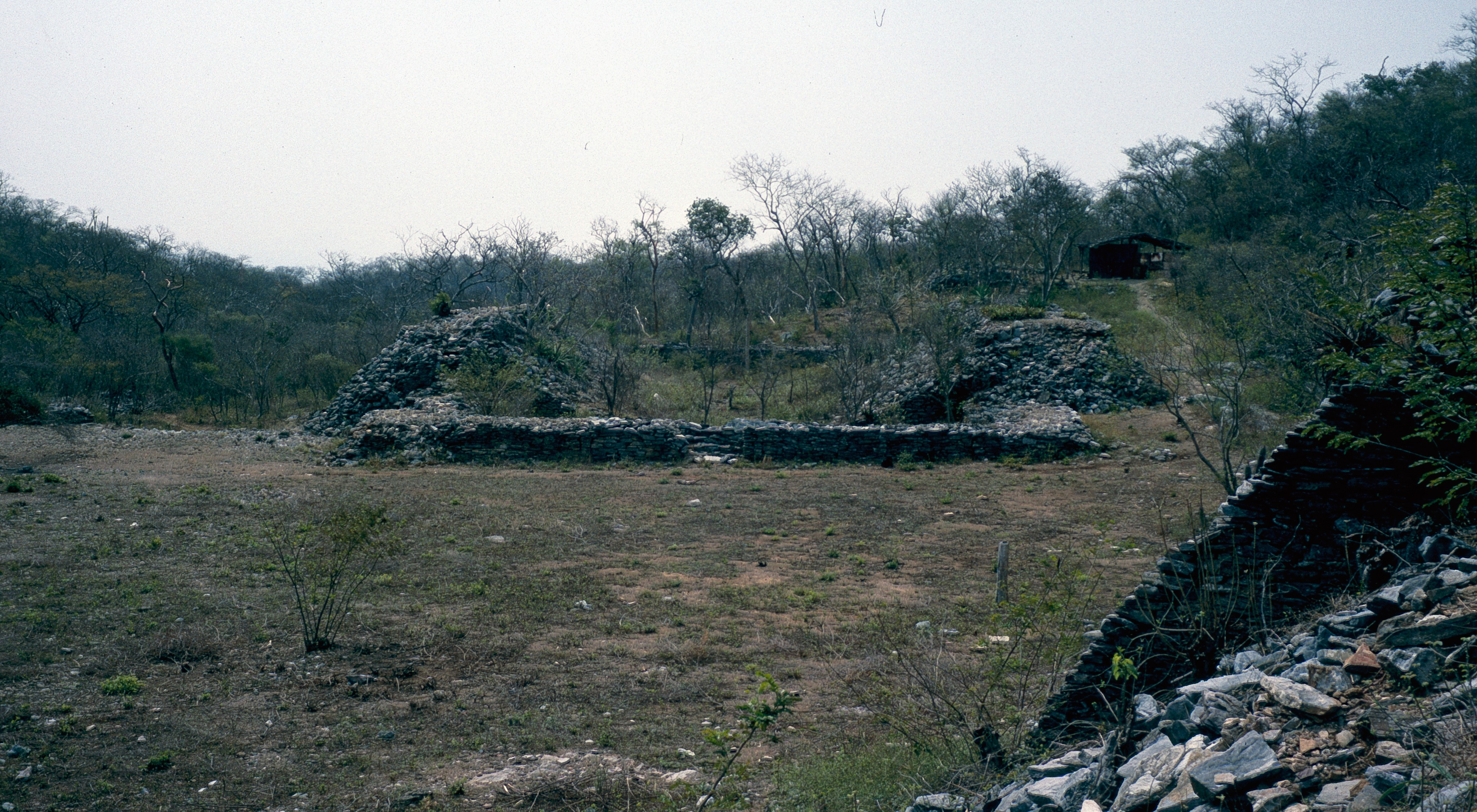
Terrain de jeu de balle

Le terrain de jeu de balle est situé à l'est de la place principale, sur son côté gauche se trouvent d'autres structures, dont deux de forme circulaire, dont certains chercheurs ont suggéré qu'il s'agissait d'observatoires astronomiques. Les salles circulaires ont des entrées d'où l'on pouvait voir certaines étoiles importantes dans le but de mesurer le temps.
La cour a la forme postclassique typique ; elle est rectangulaire entourée d'un mur. Du nord, il y a deux petites marches qui mènent à la cour.

### Observatoires

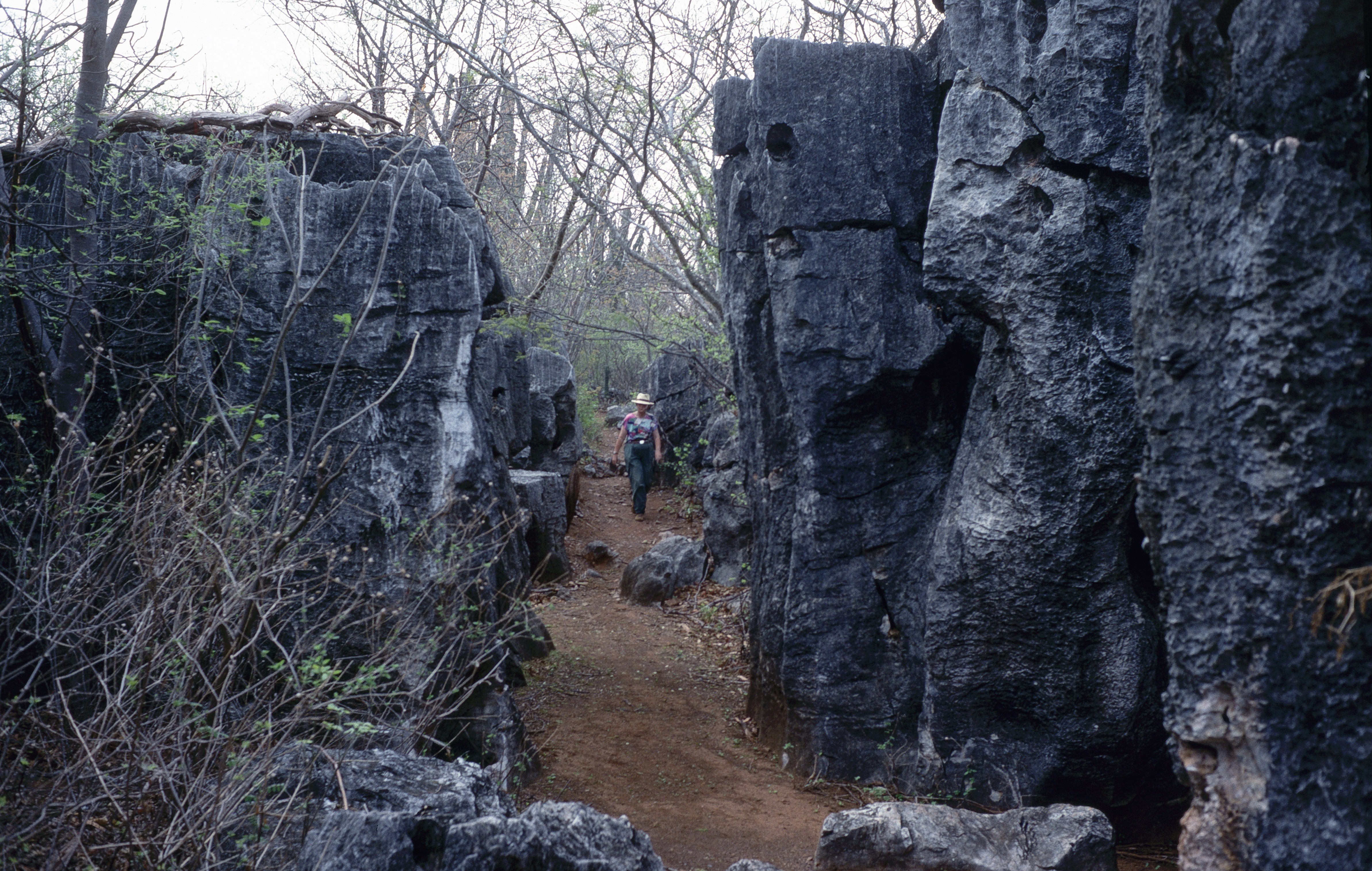
Accès moderne à travers des barrières rocheuses

La barrière rocheuse avait une valeur exceptionnelle en tant que point de vue, un point de vue érigé sur un rocher rond du côté est du complexe du palais, avec une superbe vue panoramique sur la vallée.
Quelques monticules ou promontoires font office d'observatoires ; de là, il est possible d'observer tout mouvement dans le bassin du fleuve et d'avoir une vision presque complète de la zone cérémonielle. Par temps clair, on peut y voir l'océan Pacifique.

### Tombeaux
Deux tombes avaient déjà été pillées au XIXe siècle. La première est située à côté du mur d'enceinte du patio de la pyramide orientale. L'accès par l'ouest mène à une chambre funéraire de 9 mètres de long et de 2 mètres de haut  avec deux petites chambres latérales.
Le deuxième tombeau est situé sous un petit temple avec une colonne dans la zone du palais. Il est plus petit et possède trois chambres parallèles. Selon les sources coloniales, la grande chambre était un sanctuaire, tandis que les chambres latérales ont été utilisées à plusieurs reprises.
Sur la bordure nord de la petite vallée, à l'angle nord-ouest de la place en contrebas, se trouvent plusieurs tombes de type cruciforme ; elles sont considérées comme un cimetière, en raison du grand nombre de tombes. Dans presque toute la colline il y a des grottes, dans certains cas les accès sont bloqués.

### Grottes
En raison de sa proximité avec la zone cérémonielle, l'une des grottes situées à la base des gros rochers, est une zone cérémonielle avec des stalactites et des stalagmites. Il est probable qu'elle contenait des peintures rupestres, et ses vestiges montrent une destruction presque totale. Il existe plusieurs légendes variées à propos de ces grottes.